# Prémio Satellite de melhor ator em série de drama
O Prémio Satellite de melhor ator em série de drama é um prêmio entregue anualmente desde 1997, e contém apenas Atores que trabalham em Série do Gênero Drama.

## Vencedores e Indicados

### 1990s
| Ano  | Vencedores e Indicados | Serie                        | Personagem      |
| ---- | ---------------------- | ---------------------------- | --------------- |
| 1996 | David Duchovny         | The X-Files                  | Fox Mulder      |
| 1996 | Andre Braugher         | Homicide: Life on the Street | Frank Pembleton |
| 1996 | Anthony Edwards        | ER                           | Mark Greene     |
| 1996 | Hector Elizondo        | Chicago Hope                 | Phillip Watters |
| 1996 | Dennis Franz           | NYPD Blue                    | Andy Sipowicz   |
| 1997 | Jimmy Smits            | NYPD Blue                    | Bobby Simone    |
| 1997 | David Duchovny         | The X-Files                  | Fox Mulder      |
| 1997 | Dennis Franz           | NYPD Blue                    | Andy Sipowicz   |
| 1997 | Sam Waterston          | Law & Order                  | Jack McCoy      |
| 1997 | Michael T. Weiss       | The Pretender                | Jarod           |
| 1998 | Ernie Hudson           | Oz                           | Leo Glynn       |
| 1998 | George Clooney         | ER                           | Doug Ross       |
| 1998 | Dylan McDermott        | The Practice                 | Bobby Donnell   |
| 1998 | Jimmy Smits            | NYPD Blue                    | Bobby Simone    |
| 1998 | Michael T. Weiss       | The Pretender                | Jarod           |
| 1999 | Martin Sheen           | The West Wing                | Josiah Bartlet  |
| 1999 | James Gandolfini       | The Sopranos                 | Tony Soprano    |
| 1999 | Dylan McDermott        | The Practice                 | Bobby Donnell   |
| 1999 | Eamonn Walker          | Oz                           | Kareem Said     |
| 1999 | Sam Waterston          | Law & Order                  | Jack McCoy      |

### 2000s
| Ano  | Vencedores e Indicados | Serie                              | Personagem       |
| ---- | ---------------------- | ---------------------------------- | ---------------- |
| 2000 | Tim Daly               | The Fugitive                       | Richard Kimble   |
| 2000 | James Gandolfini       | The Sopranos                       | Tony Soprano     |
| 2000 | Dennis Haysbert        | Now and Again                      | Theodore Morris  |
| 2000 | Nicky Katt             | Boston Public                      | Harry Senate     |
| 2000 | Martin Sheen           | The West Wing                      | Josiah Bartlet   |
| 2001 | Kiefer Sutherland      | 24                                 | Jack Bauer       |
| 2001 | James Gandolfini       | The Sopranos                       | Tony Soprano     |
| 2001 | Craig T. Nelson        | The District                       | Jack Mannion     |
| 2001 | William Petersen       | CSI: Crime Scene Investigation     | Gil Grissom      |
| 2001 | Martin Sheen           | The West Wing                      | Josiah Bartlet   |
| 2002 | Kiefer Sutherland      | 24                                 | Jack Bauer       |
| 2002 | Michael Chiklis        | The Shield                         | Vic Mackey       |
| 2002 | Peter Krause           | Six Feet Under                     | Nate Fisher      |
| 2002 | Chi McBride            | Boston Public                      | Steven Harper    |
| 2002 | Martin Sheen           | The West Wing                      | Josiah Bartlet   |
| 2003 | Michael Chiklis        | The Shield                         | Vic Mackey       |
| 2003 | David Boreanaz         | Angel                              | Angel            |
| 2003 | Anthony LaPaglia       | Without a Trace                    | Jack Malone      |
| 2003 | Julian McMahon         | Nip/Tuck                           | Christian Troy   |
| 2003 | David Paymer           | Line of Fire                       | Jonah Malloy     |
| 2003 | Nick Stahl             | Carnivàle                          | Ben Hawkins      |
| 2004 | Matthew Fox            | Lost                               | Jack Shephard    |
| 2004 | Vincent D'Onofrio      | Law & Order: Criminal Intent       | Robert Goren     |
| 2004 | Anthony LaPaglia       | Without a Trace                    | Jack Malone      |
| 2004 | James Spader           | Boston Legal                       | Alan Shore       |
| 2004 | Treat Williams         | Everwood                           | Andrew Brown     |
| 2005 | Hugh Laurie            | House                              | Gregory House    |
| 2005 | Denis Leary            | Rescue Me                          | Tommy Gavin      |
| 2005 | Ian McShane            | Deadwood                           | Al Swearengen    |
| 2005 | Dylan Walsh            | Nip/Tuck                           | Sean McNamarra   |
| 2005 | Jake Weber             | Medium                             | Joe Dubois       |
| 2006 | Hugh Laurie            | House                              | Gregory House    |
| 2006 | Michael C. Hall        | Dexter                             | Dexter Morgan    |
| 2006 | Denis Leary            | Rescue Me                          | Tommy Gavin      |
| 2006 | Bill Paxton            | Big Love                           | Bill Henrickson  |
| 2006 | Matthew Perry          | Studio 60 on the Sunset Strip      | Matt Albie       |
| 2006 | Bradley Whitford       | Studio 60 on the Sunset Strip      | Danny Tripp      |
| 2007 | Michael C. Hall        | Dexter                             | Dexter Morgan    |
| 2007 | Eddie Izzard           | The Riches                         | Wayne Malloy     |
| 2007 | Hugh Laurie            | House                              | Gregory House    |
| 2007 | Denis Leary            | Rescue Me                          | Tommy Gavin      |
| 2007 | Bill Paxton            | Big Love                           | Bill Henrickson  |
| 2007 | James Woods            | Shark                              | Sebastian Stark  |
| 2008 | Bryan Cranston         | Breaking Bad                       | Walter White     |
| 2008 | Gabriel Byrne          | In Treatment                       | Paul Weston      |
| 2008 | Michael C. Hall        | Dexter                             | Dexter Morgan    |
| 2008 | Jon Hamm               | Mad Men                            | Don Draper       |
| 2008 | Jason Isaacs           | Brotherhood                        | Michael Caffee   |
| 2008 | David Tennant          | Doctor Who                         | The Doctor       |
| 2009 | Bryan Cranston         | Breaking Bad                       | Walter White     |
| 2009 | Gabriel Byrne          | In Treatment                       | Paul Weston      |
| 2009 | Nathan Fillion         | Castle                             | Rick Castle      |
| 2009 | Jon Hamm               | Mad Men                            | Don Draper       |
| 2009 | Lucian Msamati         | The No. 1 Ladies' Detective Agency | Mr. JLB Matekoni |
| 2009 | Bill Paxton            | Big Love                           | Bill Henrickson  |

### Anos 2010
| Ano  | Vencedores e Indicados | Serie                 | Personagem                    |
| ---- | ---------------------- | --------------------- | ----------------------------- |
| 2010 | Bryan Cranston         | Breaking Bad          | Walter White                  |
| 2010 | Kyle Chandler          | Friday Night Lights   | Eric Taylor                   |
| 2010 | Josh Charles           | The Good Wife         | Will Gardner                  |
| 2010 | Michael C. Hall        | Dexter                | Dexter Morgan                 |
| 2010 | Jon Hamm               | Mad Men               | Don Draper                    |
| 2010 | Stephen Moyer          | True Blood            | Bill Compton                  |
| 2011 | Timothy Olyphant       | Justified             | Raylan Givens                 |
| 2011 | Steve Buscemi          | Boardwalk Empire      | Enoch "Nucky" Thompson        |
| 2011 | Kyle Chandler          | Friday Night Lights   | Eric Taylor                   |
| 2011 | Bryan Cranston         | Breaking Bad          | Walter White                  |
| 2011 | William H. Macy        | Shameless             | Frank Gallagher               |
| 2011 | Wendell Pierce         | Treme                 | Antoine Batiste               |
| 2012 | Damian Lewis           | Homeland              | Nicholas Brody                |
| 2012 | Bryan Cranston         | Breaking Bad          | Walter White                  |
| 2012 | Jeff Daniels           | The Newsroom          | Will McAvoy                   |
| 2012 | Jon Hamm               | Mad Men               | Don Draper                    |
| 2012 | Jonny Lee Miller       | Elementary            | Sherlock Holmes               |
| 2012 | Timothy Olyphant       | Justified             | Raylan Givens                 |
| 2013 | Bryan Cranston         | Breaking Bad          | Walter White                  |
| 2013 | Jeff Daniels           | The Newsroom          | Will McAvoy                   |
| 2013 | Jon Hamm               | Mad Men               | Don Draper                    |
| 2013 | Freddie Highmore       | Bates Motel           | Norman Bates                  |
| 2013 | Derek Jacobi           | Last Tango in Halifax | Alan Buttershaw               |
| 2013 | Michael Sheen          | Masters of Sex        | Dr. William H. Masters        |
| 2013 | Kevin Spacey           | House of Cards        | Frank Underwood               |
| 2013 | Aden Young             | Rectify               | Daniel Holden                 |
| 2014 | Clive Owen             | The Knick             | Dr. John "Thack" Thackery     |
| 2014 | Billy Bob Thornton     | Fargo                 | Lorne Malvo                   |
| 2014 | Charlie Hunnam         | Sons of Anarchy       | Jax Teller                    |
| 2014 | Martin Freeman         | Fargo                 | Lester Nygaard                |
| 2014 | Woody Harrelson        | True Detective        | Detective Martin "Marty" Hart |
| 2014 | Mads Mikkelsen         | Hannibal              | Hannibal Lecter               |
| 2014 | Lee Pace               | Halt and Catch Fire   | Joe MacMillan                 |
| 2014 | Michael Sheen          | Masters of Sex        | Dr. William H. Masters        |
| 2015 | Dominic West           | The Affair            | Noah Solloway                 |
| 2015 | Kyle Chandler          | Bloodline             | John Rayburn                  |
| 2015 | Timothy Hutton         | American Crime        | Russ Skokie                   |
| 2015 | Rami Malek             | Mr. Robot             | Elliot Alderson               |
| 2015 | Bob Odenkirk           | Better Call Saul      | Jimmy McGill                  |
| 2015 | Liev Schreiber         | Ray Donovan           | Ray Donovan                   |
| 2016 | Dominic West           | The Affair            | Noah Solloway                 |
| 2016 | Rami Malek             | Mr. Robot             | Elliot Alderson               |
| 2016 | Bob Odenkirk           | Better Call Saul      | Jimmy McGill                  |
| 2016 | Matthew Rhys           | The Americans         | Philip Jennings               |
| 2016 | Liev Schreiber         | Ray Donovan           | Ray Donovan                   |
| 2016 | Billy Bob Thornton     | Goliath               | Billy McBride                 |